# Llista dels àcids grassos insaturats
| ω−n | Nom comú                | Codi lípid | Δn               | Fórmula semidesenvolupada                                      | cis o trans? | Es troba en                                                                       |
| --- | ----------------------- | ---------- | ---------------- | -------------------------------------------------------------- | ------------ | --------------------------------------------------------------------------------- |
| ω−3 | Àcid α-linolènic        | C18:3      | Δ9,12,15         | CH3CH2CH=CHCH2CH=CHCH2CH=CH(CH2)7COOH                          | cis          | llavors de lli, llavors de xia, nous.                                             |
| ω−3 | Àcid estearidònic       | C18:4      | Δ6,9,12,15       | CH3CH2CH=CHCH2CH=CHCH2CH=CHCH2CH=CH( CH2)4COOH                 | cis          | olis de llavors de cànem, grosella negra, mill del sol.                           |
| ω−3 | Àcid eicosapentaenoic   | C20:5      | Δ5,8,11,14,17    | CH3CH2CH=CHCH2CH=CHCH2CH=CHCH2CH=CHCH2 CH=CH(CH2)3COOH         | cis          | fetge de bacallà, arengada, verat, salmó, menhaden i sardina.                     |
| ω−3 | Àcid cervònic           | C22:6      | Δ4,7,10,13,16,19 | CH3CH2CH=CHCH2CH=CHCH2CH=CHCH2CH=CHCH2 CH=CHCH2CH=CH(CH2)2COOH | cis          | llet materna, oli de peix.                                                        |
| ω−6 | Àcid linoleic           | C18:2      | Δ9,12            | CH3(CH2)4CH=CHCH2CH=CH(CH2)7COOH                               | cis          | oli de cacahuet, greix de pollastre, oli d'oliva.                                 |
| ω−6 | Àcid linolelaídic       | C18:2      |                  | CH3(CH2)4CH=CHCH2CH=CH(CH2)7COOH                               | trans        | olis vegetals parcialment hidrogenats.                                            |
| ω−6 | Àcid γ-linolènic        | C18:3      | Δ6,9,12          | CH3(CH2)4CH=CHCH2CH=CHCH2CH=CH(CH2)4COOH                       | cis          | oli de borratja, oli de grosella negra, oli d'onagra i oli de cártam.             |
| ω−6 | Àcid dihomo-γ-linolènic | C20:3      | Δ8,11,14         | CH3(CH2)4CH=CHCH2CH=CHCH2CH=CH(CH2)6COOH                       | cis          | només en productes animals i en quantitats molt petites.                          |
| ω−6 | Àcid araquidònic        | C20:4      | Δ5,8,11,14       | CH3(CH2)4CH=CHCH2CH=CHCH2CH=CHCH2 CH=CH(CH2)3COOH              | cis          |                                                                                   |
| ω−6 | Àcid adrènic            | C22:4      | Δ7,10,13,16      | CH3(CH2)4CH=CHCH2CH=CHCH2CH=CHCH2 CH=CH(CH2)5COOH              | cis          |                                                                                   |
| ω−7 | Àcid palmitoleic        | C16:1      | Δ9               | CH3(CH2)5CH=CH(CH2)7COOH                                       | cis          | nous de macadàmia.                                                                |
| ω−7 | Àcid vaccènic           | C18:1      | Δ11              | CH3(CH2)5CH=CH(CH2)9COOH                                       | trans        | productes lactis com la llet, la mantega i el iogurt.                             |
| ω−7 | Àcid paul·línic         | C20:1      | Δ13              | CH3(CH2)5CH=CH(CH2)11COOH                                      | cis          | guaranà.                                                                          |
| ω−9 | Àcid oleic              | C18:1      | Δ9               | CH3(CH2)7CH=CH(CH2)7COOH                                       | cis          | oli d'oliva, oli de pacaner, oli de colza.                                        |
| ω−9 | Àcid elaídic            | C18:1      | Δ9               | CH3(CH2)7CH=CH(CH2)7COOH                                       | trans        | oli vegetal hidrogenat.                                                           |
| ω−9 | Àcid gondoic            | C20:1      | Δ11              | CH3(CH2)7CH=CH(CH2)9COOH                                       | cis          | oli de jojoba (comestible però no calòric ni digerible).                          |
| ω−9 | Àcid erúcic             | C22:1      | Δ13              | CH3(CH2)7CH=CH(CH2)11COOH                                      | cis          | llavor d'erísim, oli de mostassa.                                                 |
| ω−9 | Àcid nervònic           | C24:1      | Δ15              | CH3(CH2)7CH=CH(CH2)13COOH                                      | cis          | salmó reial, llavors de llinosa, salmó roig, llavors de sèsam, nous de macadàmia. |
| ω−9 | Àcid de Mead            | C20:3      | Δ5,8,11          | CH3(CH2)7CH=CHCH2CH=CHCH2CH=CH(CH2)3COOH                       | cis          | cartílag.                                                                         |

## Fórmules estructurals

### Àcids grassos monoinsaturats
Els següents àcids grassos tenen un únic doble enllaç.

#### Crotònic
L'àcid crotònic té 4 carbonis, es troba a l'oli de croton, i és un àcid gras trans-2-monoinsaturat. C3H5 CO2H, nom IUPAC (E)-but-2-enoic, àcid gras trans-but-2-enoic, representació numèrica 4:1, n-1, pes molecular 86.09, punt de fusió 72–74 °C, punt d'ebullició 180–181 °C, densitat 1.027. Número de registre CAS 107-93-7.

#### Miristoleic
L'àcid miristoleic té 14 carbonis, es troba al greix de balena, i és un àcid gras cis-9-monoinsaturat. C13H25CO2H, nom IUPAC (Z)-tetradec-9-enoic, representació numèrica 14:1, n-5, pes molecular 226.36, punt de fusió de −4.5 a −4 °C. Número de registre CAS 544-64-9.

#### Palmitoleic
L'àcid palmitoleic té 16 carbonis, es troba a l'oli de fetge de bacallà, oli de sardina, i oli d'arengada, i és un àcid gras cis-9-monoinsaturat. C15H29CO2H, nom IUPAC (Z)-hexadec-9-enoic, n-7, representació numèrica of 16:1, pes molecular 254.41, punt de fusió 5 °C, densitat 0.894. Número de registre CAS 373-49-9.

#### Sapiènic
L'àcid sapiènic té 16 carbonis, es troba a la pell, i és un àcid gras cis-6-monoinsaturat. C15H29CO2H, nom IUPAC (Z)-6-Hexadecenoic, n-10, representació numèrica 16:1, pes molecular 254.41. Número de registre CAS 17004-51-2.

#### Oleic
L'àcid oleic té 18 carbonis, es troba a la major part de greixos animals i a l'oli d'oliva, i és un àcid gras cis-9-monoinsaturat. C17H33CO2H, nom IUPAC (Z)-octadec-9-enoic, representació numèrica 18:1 (9), n-9, pes molecular 282.46, punt de fusió 13.4 °C, densitat 0.891. Número de registre CAS 112-80-1.

#### Elaídic
L'àcid elaídic té 18 carbonis i és un àcid gras trans-9-monoinsaturat. És també un isòmer trans de l'oleic. C17H33CO2H, nom IUPAC (E)-octadec-9-enoic, representació numèrica 18:1 (9), n-9, pes molecular 282.46, punt de fusió 43–45 °C. Número de registre CAS 112-79-8.

#### Vaccènic
L'àcid vaccènic té 18 carbonis, es troba al seu de vedella, la carn d'ovella i la mantega, i és un àcid gras trans-11-monoinsaturat. C17H33CO2H, nom IUPAC (E)-octadec-11-enoic, representació numèrica 18:1 (11) n-7, pes molecular 282.46. Número de registre CAS 506-17-2.

#### Gadoleic
L'àcid gadoleic té 20 carbonis, es troba a l'oli de fetge del bacallà i d'altres peixos, i és un àcid gras cis-9-monoinsaturat. C19H37CO2H, nom IUPAC (Z)-icos-9-enoic, representació numèrica 20:1 (9), n-11, pes molecular 310.51. Número de registre CAS 29204-02-2.

#### Eicosenoic
L'àcid eicosenoic té 20 carbonis, es troba en una gran varietat d'olis vegetals i és un àcid gras cis-11-monoinsaturat. C19H37CO2H, nom IUPAC (Z)-icos-11-enoic, representació numèrica 20:1 (11), n-9, pes molecular 310.51. Número de registre CAS 5561-99-9.

#### Erúcic
L'àcid erúcic té 22 carbonis, es troba a l'oli de colza i a l'oli de mostassa i és un àcid gras cis-13-monoinsaturat és un. C21H41CO2H, nom IUPAC (Z)-docos-13-enoic, representació numèrica 22:1, n-9, pes molecular 338.57, punt de fusió 33–35 °C. Número de registre CAS 112-86-7.

#### Nervònic
L'àcid nervònic té 24 carbonis, es troba als glicèrids del cervell i a la esfingomielina, i és un àcid gras cis-15-monoinsaturat. C23H45CO2H, nom IUPAC (Z)-tetracos-15-enoic, representació numèrica 24:1, n-9, pes molecular 366.62, punt de fusió 42–43 °C. Número de registre CAS 506-37-6.

### Àcids grassos diinsaturats
Els següents àcids grassos tenen dos dobles enllaços.

#### Linoleic
L'àcid linoleic té 18 carbonis, es troba en molts olis vegetals, i és un àcid gras cis-9-cis-12-di-unsaturated. C17H31CO2H, nom IUPAC (9Z, 12Z)-octadeca-9,12-dienoic, representació numèrica 18:2 (9,12), n-6, pes molecular 280.45, punt de fusió −5 °C, densitat 0.902. Número de registre CAS 60-33-3. Hi ha isòmers de l'àcid linoleic amb dobles enllaços separats per un enllaç simple; s'anomenen linoleics conjugats.

#### Eicosadienoic
L'àcid eicosadienoic té 20 carbonis i és un àcid gras cis-11-cis-14-diinsaturat. C19H35CO2H, nom IUPAC (11Z, 14Z)-icosa-11,14-dienoic, representació numèrica 20:2 (11,14), n-6, pes molecular 308.50.

#### Docosadienoic
L'àcid docosadienoic té 22 carbonis i és un àcid gras cis-13-cis-16-diinsaturat. C21H39CO2H, nom IUPAC (13Z, 16Z)-docosa-13,16-dienoic, representació numèrica 22:2 (13,16), n-6, pes molecular 336.55. Número de registre CAS 7370-49-2.

### Àcids grassos triinsaturats
Els següents àcids grassos tenen tres dobles enllaços.

#### Linolènic
L'àcid α-linolènic té 18 carbonis, es troba a l'oli de llinosa i a l'oli assecant, i és un àcid gras 9,12,15-triinsaturat. C17H29CO2H, nom IUPAC (9Z, 12Z, 15Z)-octadeca-9,12,15-trienoic, representació numèrica 18:3 (9,12,15), n-3, pes molecular 278.43, punt de fusió −11 °C, densitat 0.914. Número de registre CAS 463-40-1.
L'àcid γ-linolenic té 18 carbonis, és l'isòmer estructural de l'α-linolènic. Nom IUPAC (6Z, 9Z, 12Z)-octadeca-6,9,12-trienoic, representació numèrica 18:3 (6,9,12), n-6. Número de registre CAS 506-26-3.

#### Pinolènic
L'àcid pinolènic té 18 carbonis, es troba als pinyons, i és un àcid gras 5,9,12-triinsaturat. C17H29CO2H, nom IUPAC (5Z, 9Z, 12Z)-octadeca-5,9,12-trienoic, representació numèrica 18:3 (5,9,12), n-6, pes molecular 278.43. Número de registre CAS 16833-54-8.

#### Eleosteàrics
L'àcid α-eleosteàric té 18 carbonis, es troba a la Paulownia imperialis, i és un àcid gras 9,11,13-triinsaturat. C17H29CO2H, nom IUPAC (9Z, 11E, 13E)-octadeca-9,11,13-trienoic, representació numèrica 18:3 (9,11,13), n-5, pes molecular 278.43.

L'àcid β-Eleosteàric és un isòmer geomètric de l'α-eleosteàric. Nom IUPAC (9E, 11E, 13E)-octadeca-9,11,13-trienoic, representació numèrica 18:3 (9,11,13), n-5.

Els α- i β-eleosteàrics són isòmers cis–trans.
Altres isòmers cis–trans de l'eleosteàric són: l'àcid catàlpic (9E, 11E, 13Z) i l'àcid punícic (9Z, 11E, 13Z).

#### Àcid de Mead
L'àcid de Mead té 20 carbonis, és un àcid gras 5,8,11-triinsaturat. C19H33CO2H, nom IUPAC (5Z, 8Z, 11Z)-icosa-5,8,11-trienoic, representació numèrica 20:3 (5,8,11), n-9, pes molecular 306.48. Número de registre CAS 20590-32-3.

#### Dihomo-γ-linolenic
L'àcid Dihomo-γ-linolènic té 20 carbonis, i is an àcid gras 8,11,14-triinsaturat. C19H33CO2H, nom IUPAC (8Z, 11Z, 14Z)-icosa-8,11,14-trienoic, representació numèrica 20:3 (8,11,14), n-6, pes molecular 306.48. Número de registre CAS 1783-84-2.

#### Eicosatrienoic
L'àcid eicosatrienoic té 20 carbonis i is un àcid gras 11,14,17- triinsaturat. C19H33CO2H, nom IUPAC (11Z, 14Z, 17Z)-icosa-11,14,17-trienoic, representació numèrica 20:3 (11,14,17), n-3, pes molecular 306.48.

### Àcids grassos tetrainsaturats
Els següents àcids grassos tenen quatre dobles enllaços.

#### Estearidònic
L'àcid estearidònic (stearidònic's) té 18 carbonis, es troba als olis de sardina i d'arengada, i és un àcid gras 6,9,12,15-tetrainsaturat. C17H27CO2H, nom IUPAC (6Z, 9Z, 12Z, 15Z)-octadeca-6,9,12,15-tetraenoic, representació numèrica 18:4 (6,9,12,15), n-3, pes molecular 276.41. Número de registre CAS 20290-75-9.

#### Araquidònic
L'àcid araquidònic té 20 carbonis, està present al greix de les vísceres animals (cervell, fetge, ronyons, pulmons, lung, melsa), i és un àcid gras 5,8,11,14-tetrainsaturat. C19H31CO2H, nom IUPAC (5Z, 8Z, 11Z, 14Z)-icosa-5,8,11,14-tetraenoic, representació numèrica 20:4 (5,8,11,14), n-6, pes molecular 304.47, punt d'ebullició 169–171 °C. Número de registre CAS 506-32-1.

#### Eicosatetraenoic
L'àcid eicosatetraenoic té 20 carbonis i is un àcid gras 8,11,14,17-tetrainsaturat. C19H31CO2H, nom IUPAC (8Z, 11Z, 14Z, 17Z)-icosa-8,11,14,17-tetraenoic, representació numèrica 20:4 (8,11,14,17), n-3, pes molecular 304.47.

#### Adrènic
L'àcid adrènic té 22 carbonis i és un àcid gras 7,10,13,16-tetrainsaturat. C21H35CO2H, nom IUPAC (7Z, 10Z, 13Z, 16Z)-docosa-7,10,13,16-tetraenoic, representació numèrica 22:4 (7,10,13,16), n-6, pes molecular 332.52. Número de registre CAS 28874-58-0.

### Àcids grassos pentainsaturats
Els següents àcids grassos tenen cinc dobles enllaços.

#### Bosseopentaenoic
L'àcid bosseopentaenoic té 20 carbonis i és un àcid gras 5,8,10,12,14-pentainsaturat. C17H25CO2H, nom IUPAC (5Z, 8Z, 10E, 12E, 14Z)-eicosa-5,8,10,12,14-pentaenoic, representació numèrica 20:5 (5,8,10,12,14), n-6, pes molecular 302.46 g·mol−1.

#### Eicosapentaenoic
L'àcid eicosapentaenoic té 20 carbonis, es troba a l'oli de peixos i és un àcid gras pentainsaturat. C19H29CO2H, nom IUPAC (5Z, 8Z, 11Z, 14Z, 17Z)-icosa-5,8,11,14,17-pentaenoic, representació numèrica 20:5 (5,8,11,14,17), n-3, pes molecular 302.45, punt de fusió −54 – −53 °C, densitat 0.943. Número de registre CAS 10417-94-4.

#### Docosapentaenoic o àcid d'Osbond
L'àcid docosapentaenoic té 22 carbonis i és un àcid gras 4,7,10,13,16-pentainsaturat. C21H33CO2H, nom IUPAC (4Z, 7Z, 10Z, 13Z, 16Z)-docosa-4,7,10,13,16-pentaenoic, representació numèrica 22:5 (4,7,10,13,16), n-6, pes molecular 330.50. Número de registre CAS 25182-74-5

#### Clupanodònic
L'àcid clupanodònic té 22 carbonis, es troba a l'oli de sardina i d'arengada, és un àcid gras 7,10,13,16,19-pentainsaturat. C21H33CO2H, nom IUPAC (7Z, 10Z, 13Z, 16Z, 19Z)-docosa-7,10,13,16,19-pentaenoic, representació numèrica 22:5 (7,10,13,16,19), n-3, pes molecular 330.50.

#### Tetracosapentaenoic
L'àcid tetracosapentaenoic té 24 carbonis, és un àcid gras 9,12,15,18,21-pentainsaturat. C23H37CO2H, nom IUPAC (9Z, 12Z, 15Z, 18Z, 21Z)-tetracosa-9,12,15,18,21-pentaenoic, representació numèrica 24:5 (9,12,15,18,21), n-3, pes molecular 358.56.

### Àcids grassos hexainsaturats
Els següents àcids grassos tenen sis dobles enllaços.

#### Cervònic
L'àcid cervònic o docosahexaenoic té 22 carbonis, es troba a l'oli de peix, és un àcid gras 4,7,10,13,16,19-hexainsaturat. El cos humà el pot generar si es consumeixen àcids grassos essencials omega-3 (com ara, α-linolènic o eicosapentaenoic), però el procés de conversió és ineficient. C21H31CO2H, nom IUPAC (4Z, 7Z, 10Z, 13Z, 16Z, 19Z)-docosa-4,7,10,13,16,19-hexaenoic, representació numèrica 22:6 (4,7,10,13,16,19), n-3, pes molecular 328.49, punt de fusió −44 °C, densitat 0.950. Número de registre CAS 6217-54-5.

#### Nisínic
L'àcid nisínic o àcid de l'arengada és un àcid gras 6,9,12,15,18,21-hexainsaturat amb 24 àtoms de carboni. C23H35CO2H, nom IUPAC (6Z, 9Z, 12Z, 15Z, 18Z, 21Z)-tetracosa-6,9,12,15,18,21-hexaenoic, representació numèrica 24:6 (6,9,12,15,18,21), n-3, pes molecular 356.54.